# Mariano Rumor

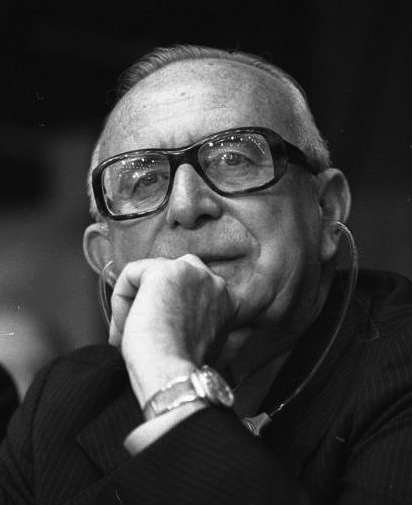
1978

Mariano Rumor (Vicenza, 16 juni 1915 - 22 januari 1990) was een Italiaans politicus van de Democrazia Cristiana en 57e en 60e eerste minister van Italië.
Rumor werd geboren in de regio Veneto. Hij studeerde af in de letteren en werd leraar. Hij werd gekozen in de constitutionele assemblee, die de weg vrijmaakte voor een nieuw Italiaans parlement in 1946. Wij was minister van Landbouw tussen 1959 en 1963 en in 1963 minister van Binnenlandse Zaken. In 1964 volgde hij Aldo Moro op als secretaris-generaal van de christendemocratische partij. Hij nam binnen de partij een centrumpositie in.
Op 12 december 1968 werd hij premier van een regering van christendemocraten, socialisten en republikeinen. Zijn regering kreeg af te rekenen met zware, sociale onrust en zijn regering viel op 5 juli 1969 door een afscheuring in de socialistische partij. Een maand later vormde Rumor een christendemocratische minderheidsregering en werd opnieuw premier, maar kon geen krachtdadig beleid voeren. Deze regering viel op 7 februari 1970. Na verschillende mislukte formatiepogingen kwam er een nieuwe coalitieregering van christendemocraten, socialisten en republikeinen geleid door Rumor. In het programma stond het houden van lokale verkiezingen en het instellen van gewestelijke raden en een hervorming van de rechterlijke macht en het gezinsrecht, met als gevoelig thema de echtscheiding. Maar deze regering was geen lang leven beschoren en nam ontslag op 6 juli 1970 na een geschil over de gewestelijke raden.
In 1972 werd Rumor opnieuw minister van Binnenlandse Zaken. Het jaar erop werd hij slachtoffer van een bomaanslag door Gianfranco Bertoli, een zelfverklaard anarchist. Er vielen vier doden en 45 gewonden bij de aanslag, terwijl Rumor het er levend vanaf bracht. Bertoli kreeg levenslang in 1975. Bertoli was informant van Sifar in die tijd en had begin jaren 90 banden met Operatie Gladio. Gerechtelijk onderzoek toonde aan dat dit te wijten was aan persoonsverwisseling.
Tussen 1973 en 1974 werd Rumor opnieuw premier en leidde hij twee korte regeringen.